# Psychokinesis
Psychokinesis (hangul:염력; hanja:念力; romanización:Yeom-lyeok) es una película surcoreana de superhéroes de 2018, escrita y dirigida por Yeon Sang-ho. La cinta está protagonizada por Ryu Seung-ryong, Shim Eun-kyung, Park Jung-min, Kim Min-jae y Jung Yu-mi. Es la segunda producción de imagen real del director Yeon Sang-ho, después de Tren a Busan, de 2016. Es la primera película surcoreana de superhéroes, y se desarrolla alrededor de un guardia de seguridad de banco quien obtiene superpoderes telekinéticos después de beber agua de un manantial de montaña afectado por un meteorito, y que decide usarlos para salvar a su hija y su barrio de una malvada empresa de construcción que trata de desalojarlos.
Psychokinesis fue lanzada el 31 de enero de 2018 en cines surcoreanos, tanto en formato 2D como en ScreenX. Estuvo disponible para transmitirse a nivel mundial en Netflix desde el 25 de abril de 2018.

## Sinopsis
Shin Roo-mi mantiene con éxito un restaurante de pollo frito en un mercado tradicional de la zona. La joven se involucra en una batalla inmobiliaria contra una empresa constructora, Tae-san. Los planes de la compañía son demoler las pequeñas empresas en la zona y construir un gran centro comercial para los turistas chinos. Una noche, mientras Roo-mi es desalojada por la fuerza de su tienda por matones de la empresa Tae-san, su madre es asesinada accidentalmente en el violento enfrentamiento. Roo-mi contacta a su distanciado padre, Shin Seok-heon, para informarle de la muerte y posterior entierro.
Seok-heon es un guardia de seguridad que obtiene poderes telekineticos después de beber agua de un manantial de montaña en el que ha caído un meteorito. Llega al funeral de su exesposa, donde es testigo de un enfrentamiento entre su hija y el presidente Min, quien se encarga de las operaciones de Tae-san. Min intenta compensar económicamente a Roo-mi por su pérdida, pero ella lo rechaza furiosamente y exige que abandone el funeral. Seok-heon se entera del conflicto por Kim Jung-hyun, un abogado y amigo de Roo-mi. Seok-heon intenta volver a conectar con su hija, pero ella todavía está lastimada por su abandono cuando era una niña. Cuando, más tarde, intenta demostrar su nueva capacidad, Roo-mi le dice que no le importan sus trucos y lo acusa de ser un padre irresponsable.
Los dueños de tienda locales se unen a Roo-mi en una batalla legal compartida contra Tae-san. Mientras los matones de la compañía Tae-san llegan y empiezan a golpearlos, Seok-heon aparece de pronto y utiliza sus poderes contra los agresores, dejando a todos en shock y maravillados. Cuando Min intenta informar los acontecimientos a la policía, el agente de turno no le cree.
Seok-heon además utiliza su telequinesis para construir una gran barricada alrededor de la zona del mercado, como protección de las empresas locales. Mientras tanto, Min se reúne con la Directora Hong, propietaria de Tae-san. Ella es consciente de los poderes de Seok-heon y, para proteger a Tae-san, ordena a Min a cerrar sus negocios y pretender que el desarrollo del contrato se ha terminado, antes de iniciar otra empresa bajo un nombre diferente y la elaboración de un nuevo contrato para demoler las empresas locales. Ella utiliza sus conexiones para ganar el apoyo de la policía y crea un desvío para mantener a Seok-heon arrestado bajo cargos falsos. Después de eliminar a Seok-heon de la situación, Min y sus matones ordenan a la policía antidisturbios y equipos SWAT detener a los dueños de la tienda y destruir la barricada. Roo-mi y los dueños de las tiendas escapan a un edificio cercano.
Después de ver la situación en las noticias, Seok-heon escapa de su celda volando. Vuela al sitio y salva a uno de los dueños de la tienda de caer de un balcón en medio de la persecución. Seok-heon lo rescata y lo ubica en un edificio seguro. Con los dueños de la tienda llegando a la azotea de otro edificio, el equipo SWAT llega a través de un elevador portátil suspendido de una grúa. Capturan a Roo-mi y la arrastran hacia el elevador. Por desgracia Roo-mi se cae del edificio. Seok-heon la salva y la lleva con los otros propietarios. Él se enfrenta a Min y lo golpea, antes de entregarse a la policía.
Cuatro años más tarde, Seok-heon es liberado de prisión y recogido por Jung-hyun, quien anuncia su compromiso con Roo-mi. Visitan el lugar donde el restaurante solía estar, el cual ahora está vacío. Jung-hyun explica que el proyecto de Taesan en definitiva no es rentable y la construcción se ha retrasado.
Llegan al nuevo restaurante de Roo-mi, donde Seok-heon se reúne con su hija y los dueños de tienda locales. Entonces utiliza sus poderes para servir bebidas a los clientes, para deleite de todos. Se revela entonces que Roo-mi nombró a su nuevo restaurante "Pollo Superpoderoso".

## Reparto
- Ryu Seung-ryong como Shin Seok-heon.
- Shim Eun-kyung como Shin Roo-mi.
- Go Na-hee como Roo-mi (joven).
- Park Jung-min como Kim Jung-hyun.
- Kim Min-jae como Presidente Min.
- Jung Yu-mi como Directora Hong.
- Yoo Seung-mok como Señor Kim.
- Lee Jeong-eun como la esposa del Señor Kim.
- Kim Yeong-seon como madre de Roo-mi.
- Ye Soo-jung como la hermana del Señor Jeong.
- Tae Hang-ho como empleado del Presidente Min.
- Lee Je-yeon como un soldado de las Fuerzas Especiales.

## Producción
La filmación comenzó el 17 de abril de 2017 y terminó el 6 de agosto de 2017, en Chuncheon, Provincia de Gangwon.

## Estreno
La cinta se ubicó en el Nº 15 según la valoración hecha por Korea Media Rating Board, siendo estrenada en salas de cine en Corea del Sur el 31 de enero de 2018.
Más tarde fue distribuida a nivel mundial por Netflix el 25 de abril de 2018.

## Recaudación
Psychokinesis debutó en formato 2D y ScreenX en teatros surcoreanos el 31 de enero de 2018. Fue lanzada en 1.099 cines y abrió en la posición número uno, superando a la ya en cines Keys to the Heart, estrenada el 17 de enero de 2018. Se mantuvo en los cines durante 10 semanas, y recaudó $6.98 millones de dólares en taquilla.

## Premios y nominaciones
| Premio                    | Fecha de ceremonia | Categoría          | Nominado/a(s) | Resultado | Ref(s) |
| ------------------------- | ------------------ | ------------------ | ------------- | --------- | ------ |
| Premios de artes Baeksang | 3 de mayo de 2018  | Actriz más Popular | Jung Yu-mi    | Nominada  | [ 13 ] |